# 段の塚穴古墳群

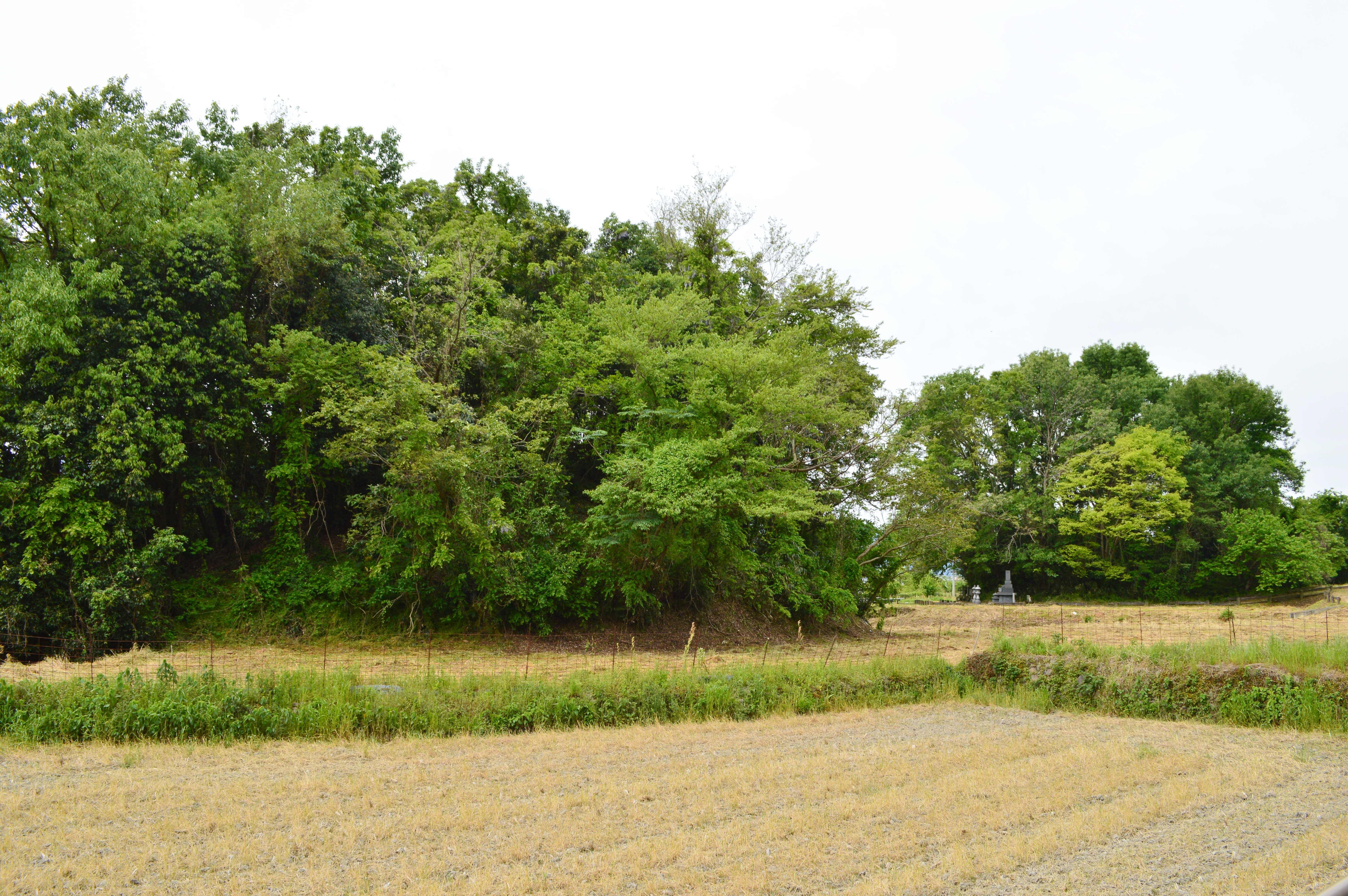
太鼓塚古墳（左）・棚塚古墳（右奥）

段の塚穴古墳群（だんのつかあなこふんぐん）は、徳島県美馬市美馬町坊僧・東宗重にある古墳群。国の史跡に指定されている（指定名称は「段の塚穴」）。

## 概要
徳島県西部、吉野川中流域北岸の河岸段丘上に築造された古墳群である。円墳2基（太鼓塚古墳・棚塚古墳）から構成される。
古墳2基は東西に約27メートル離れて並ぶ。いずれも埋葬施設を両袖式の横穴式石室とし、胴張り平面形・ドーム状天井などを特徴とする形態の石室である。同様の形態の石室は美馬市域の古墳で知られており、本古墳群を標式古墳とする「段の塚穴型石室」と捉えられる。特に太鼓塚古墳の場合には、徳島県ひいては四国地方で最大級の石室である点で注目される。両古墳の築造時期は古墳時代後期頃と推定される。
2基の古墳域は1942年（昭和17年）に「段の塚穴」として国の史跡に指定されている（徳島県内では初の国の史跡）。なお、周辺には白鳳期寺院の郡里廃寺跡がある。

## 遺跡歴
- 1942年（昭和17年）10月14日、「段の塚穴」として国の史跡に指定[3]。
- 1950年代、太鼓塚古墳開口部脇で須恵器群の発見[1]。
- 1960年（昭和35年）、太鼓塚古墳玄室内で鉄製品の発見[1]。

## 一覧

### 太鼓塚古墳
太鼓塚古墳（たいこづかこふん）は、美馬市美馬町坊僧にある古墳。
墳形は円形で、直径約37メートル・高さ約10メートルを測る。埋葬施設は両袖式の横穴式石室で、南方向に開口する。石室の規模は次の通り。
- 石室全長：13.1メートル
- 玄室：長さ4.6メートル、幅3.4メートル、高さ4.2メートル

石室は徳島県内で最大規模である。石材は主に結晶片岩で、壁面には割石を、天井石・玄門袖石には大型の自然石を配する。玄室の平面形は、中央部が膨らむ胴張り形である。玄室天井部は天井石7石を階段状に持ち送ることによるドーム状の形態とし、玄室奥壁には石梁を付す。副葬品としては鉄製品・須恵器などが検出されている。副葬品の様相からは追葬が認められる。

石室俯瞰図
石室展開図

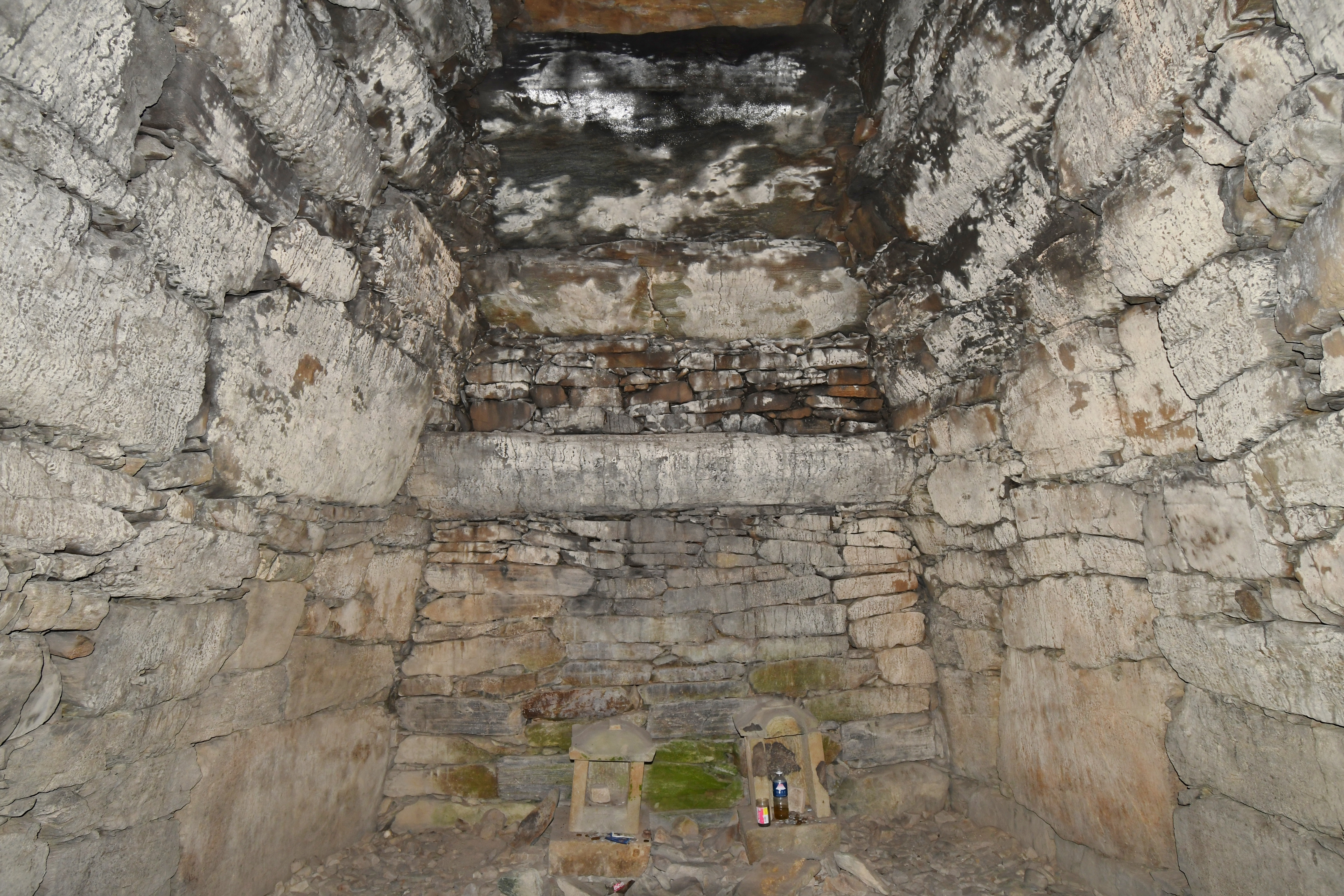
玄室（奥壁方向）
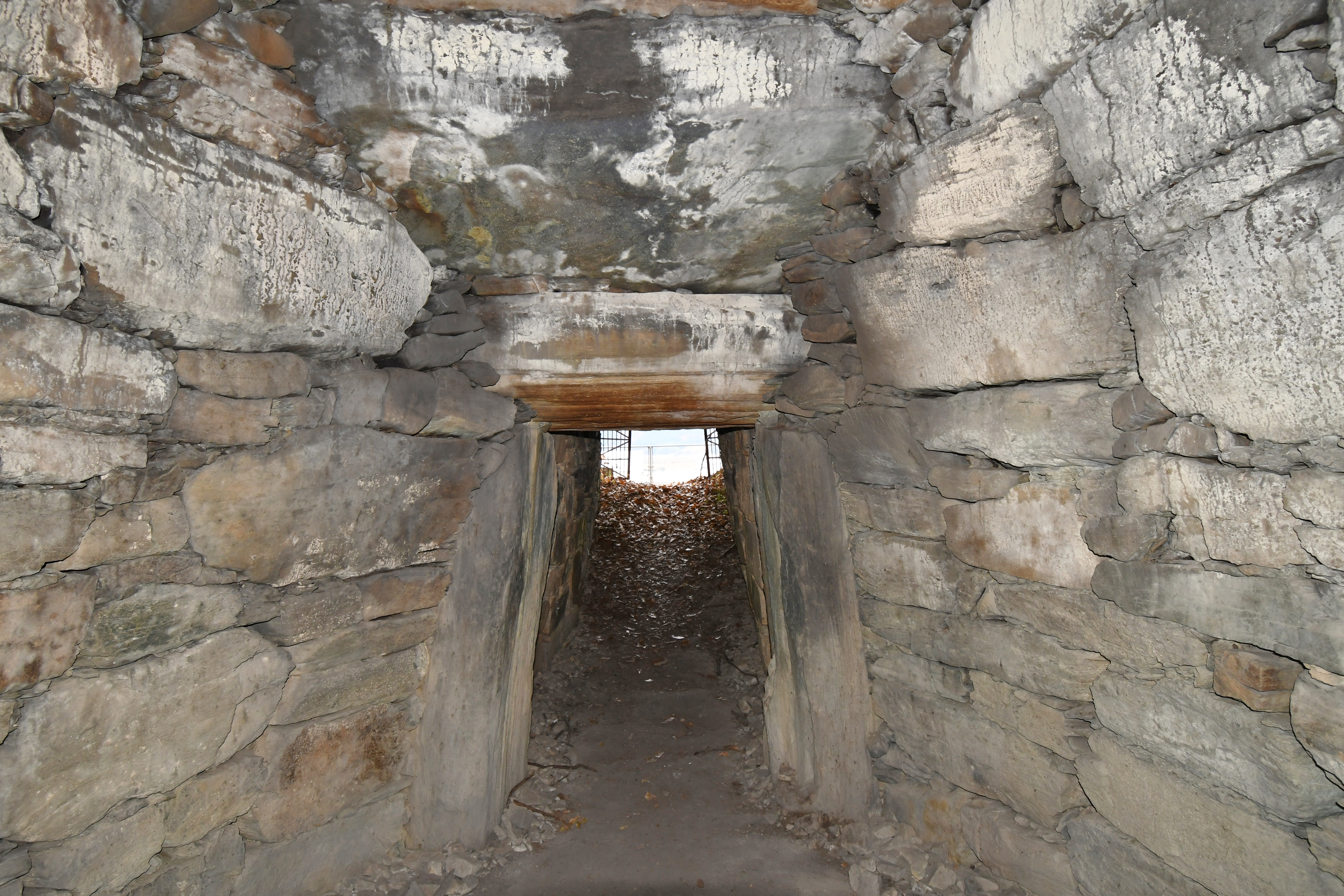
玄室（開口部方向）
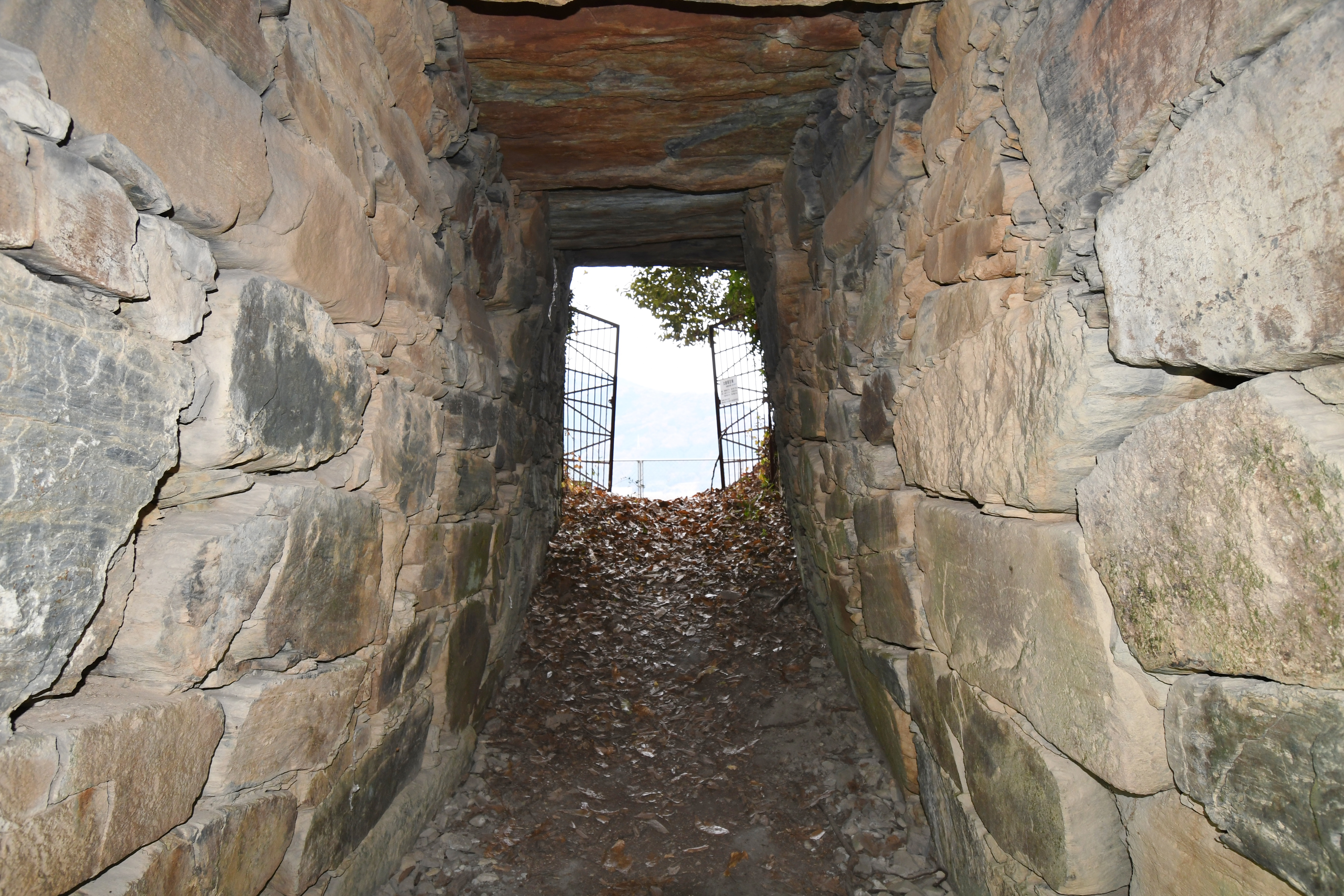
羨道（開口部方向）
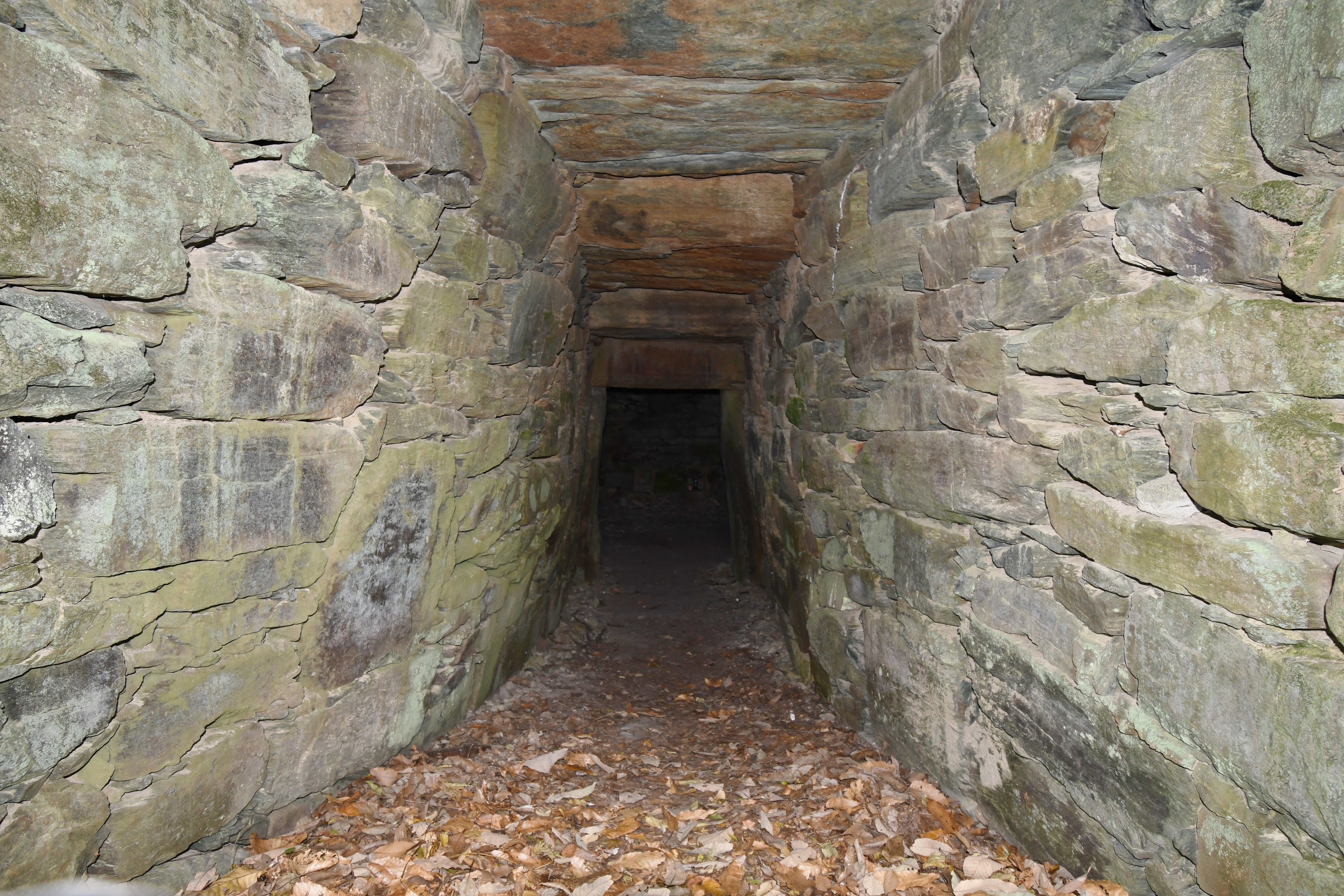
羨道（玄室方向）

### 棚塚古墳
棚塚古墳（たなづかこふん）は、太鼓塚古墳の西にある古墳。
墳形は円形で、直径約20メートル・高さ約7メートルを測る。埋葬施設は両袖式の横穴式石室で、南方向に開口する。石室の規模は次の通り。
- 石室全長：8.6メートル
- 玄室：長さ4.5メートル、幅2.0メートル、高さ2.8メートル

石材は主に結晶片岩である。ただし太鼓塚古墳と異なり、玄室の平面形は長方形である。玄室天井部は天井石5石を階段状に持ち送ることによるドーム状の形態とし、玄室奥壁には石棚を付す。副葬品は知られていない。

石室俯瞰図
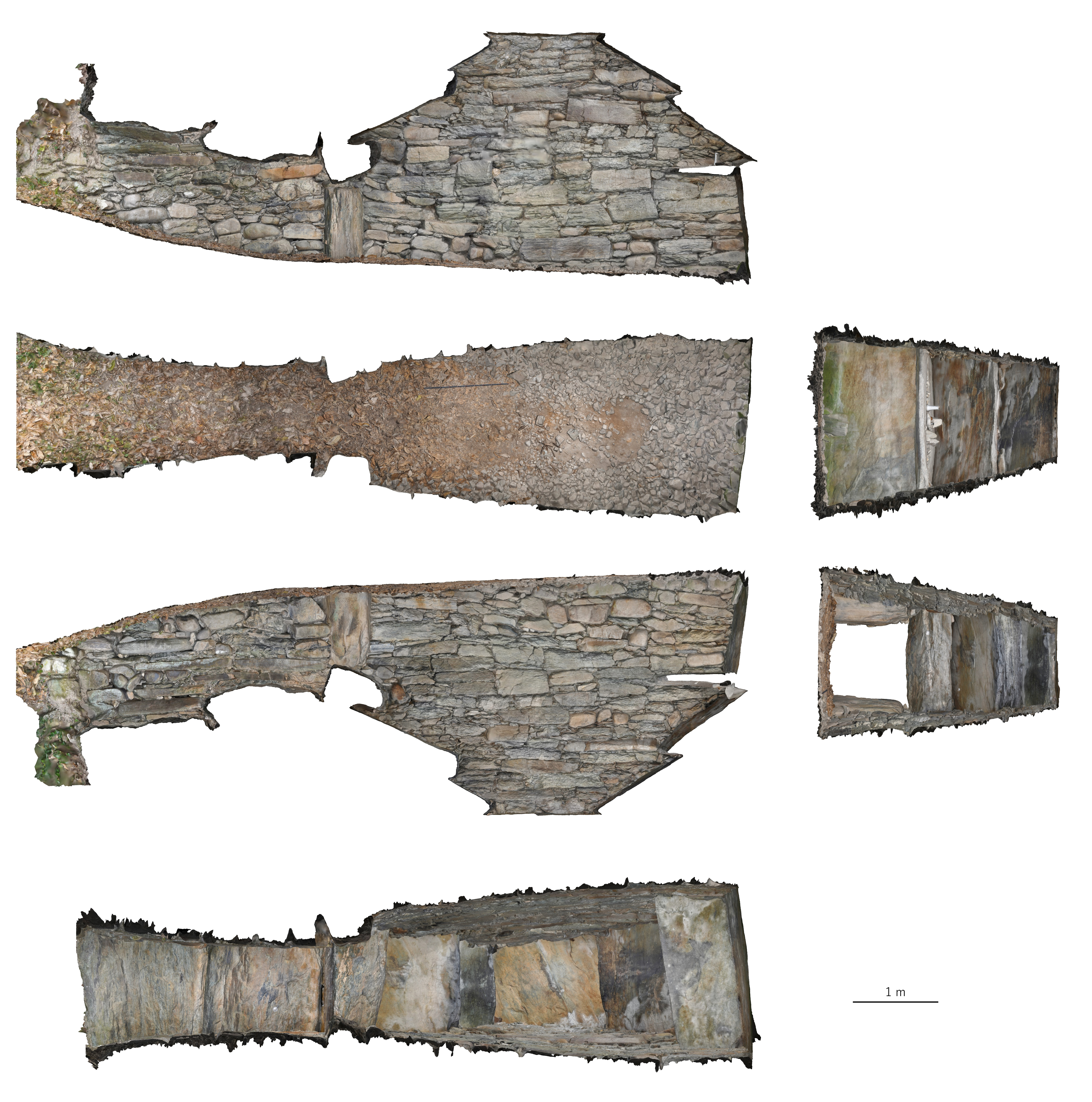
石室展開図

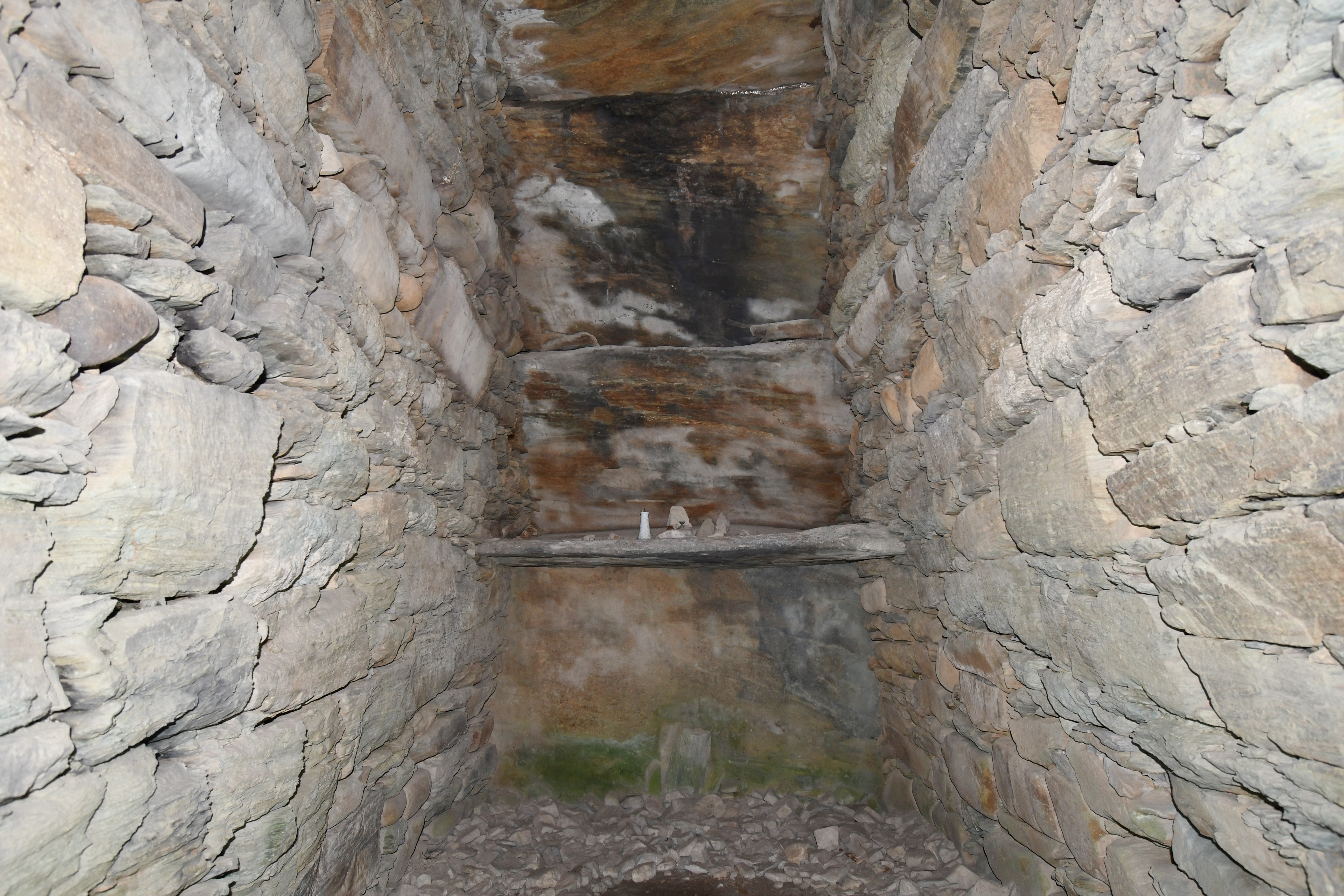
玄室（奥壁方向）
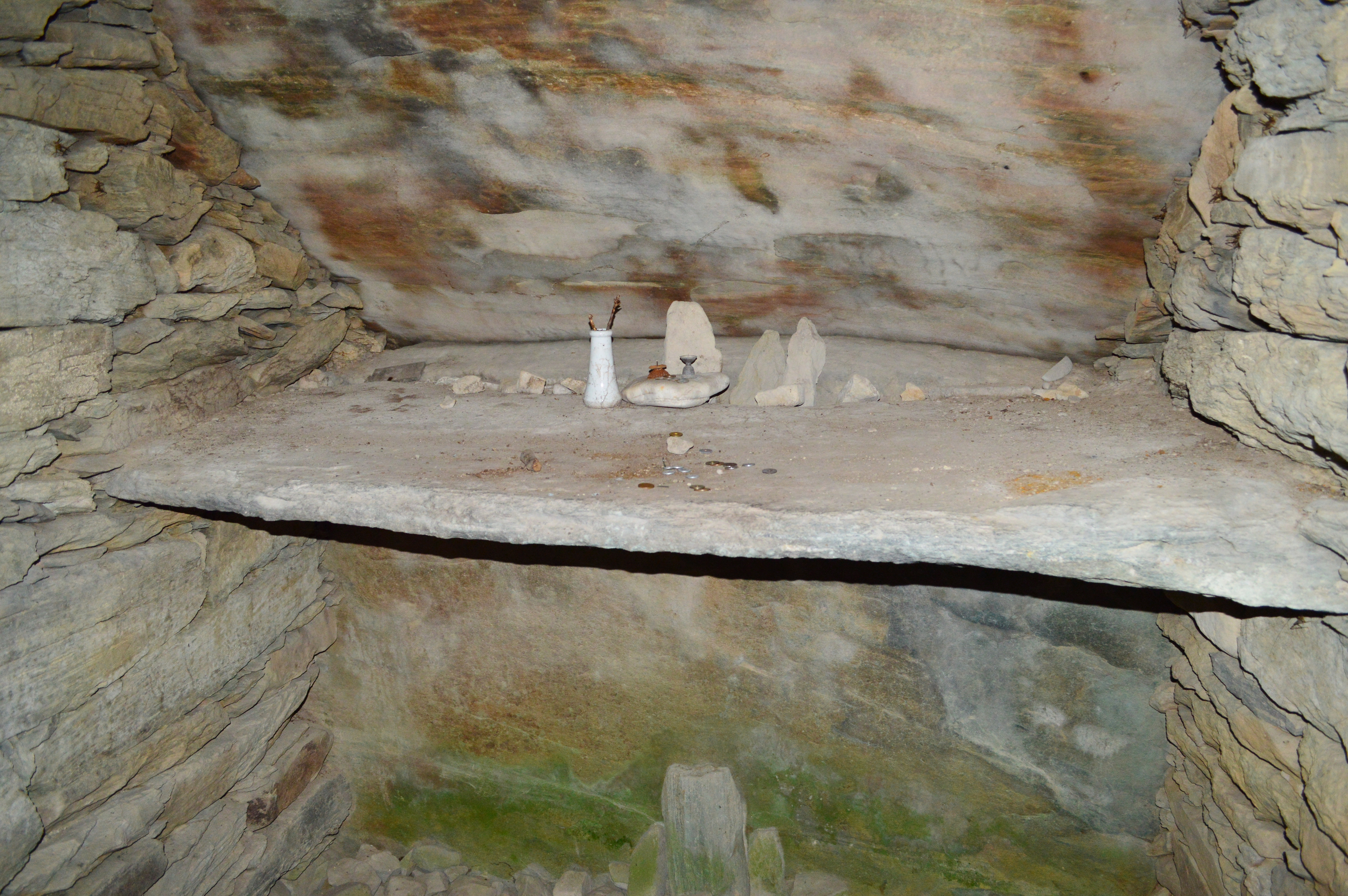
玄室石棚
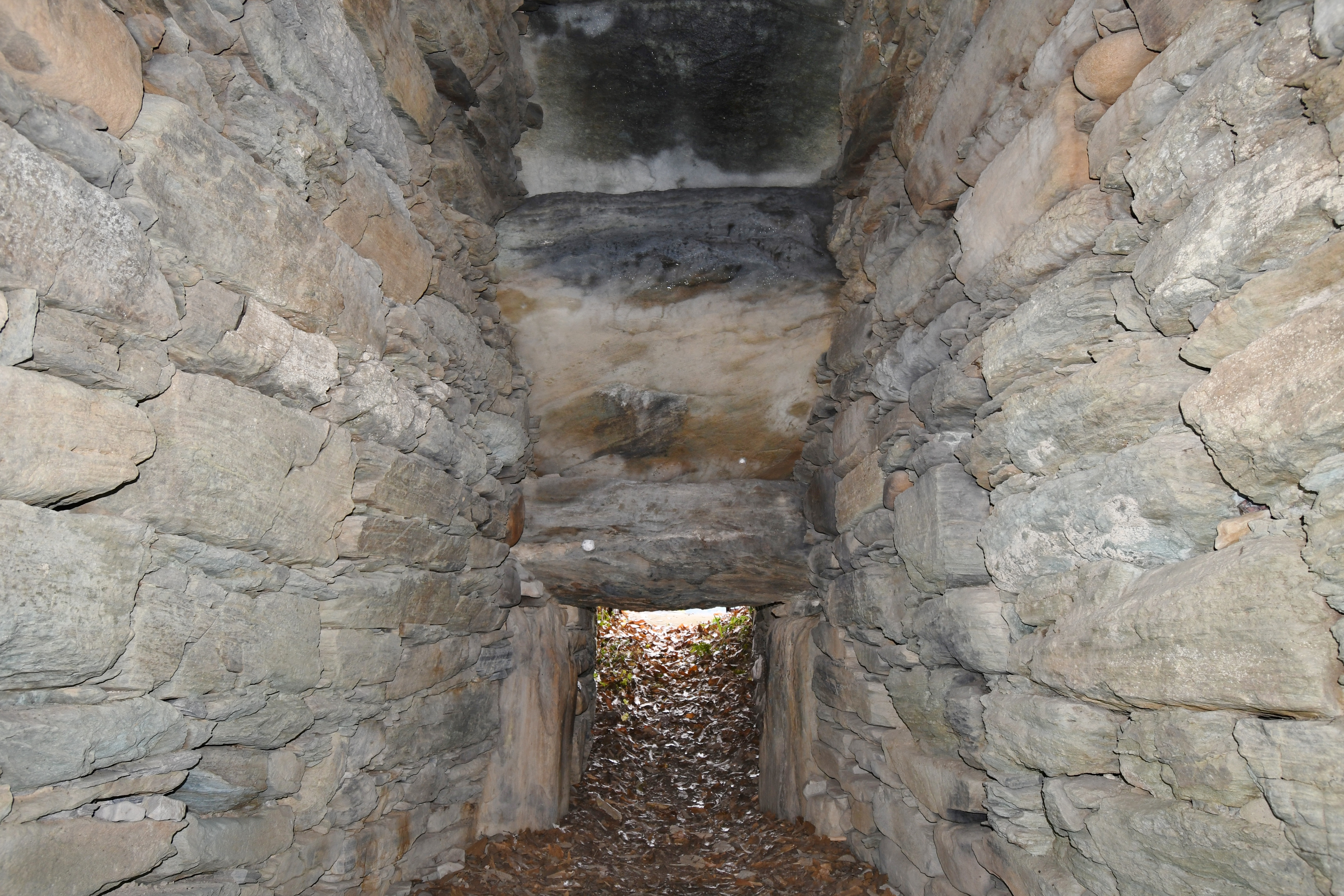
玄室（開口部方向）
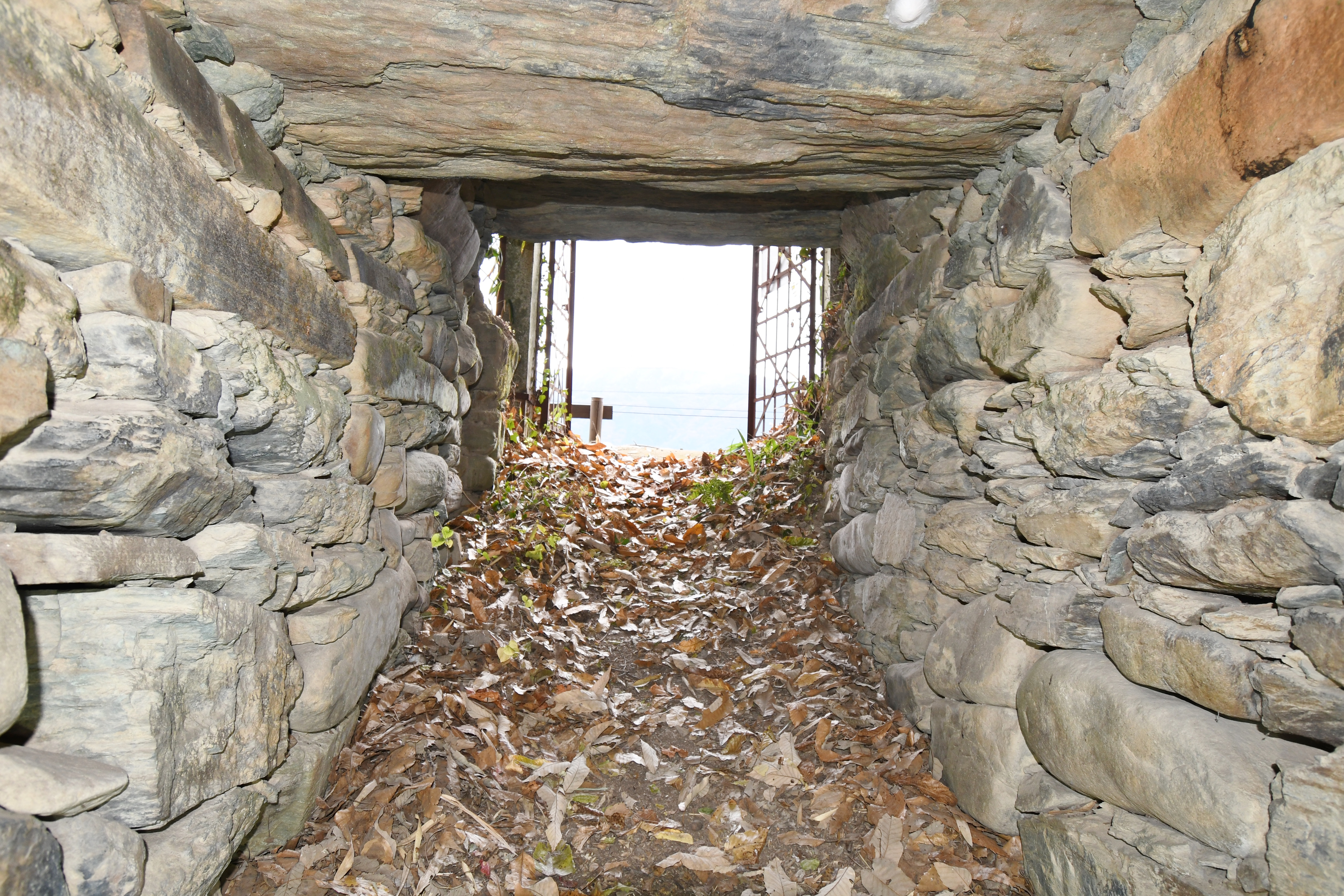
羨道（開口部方向）
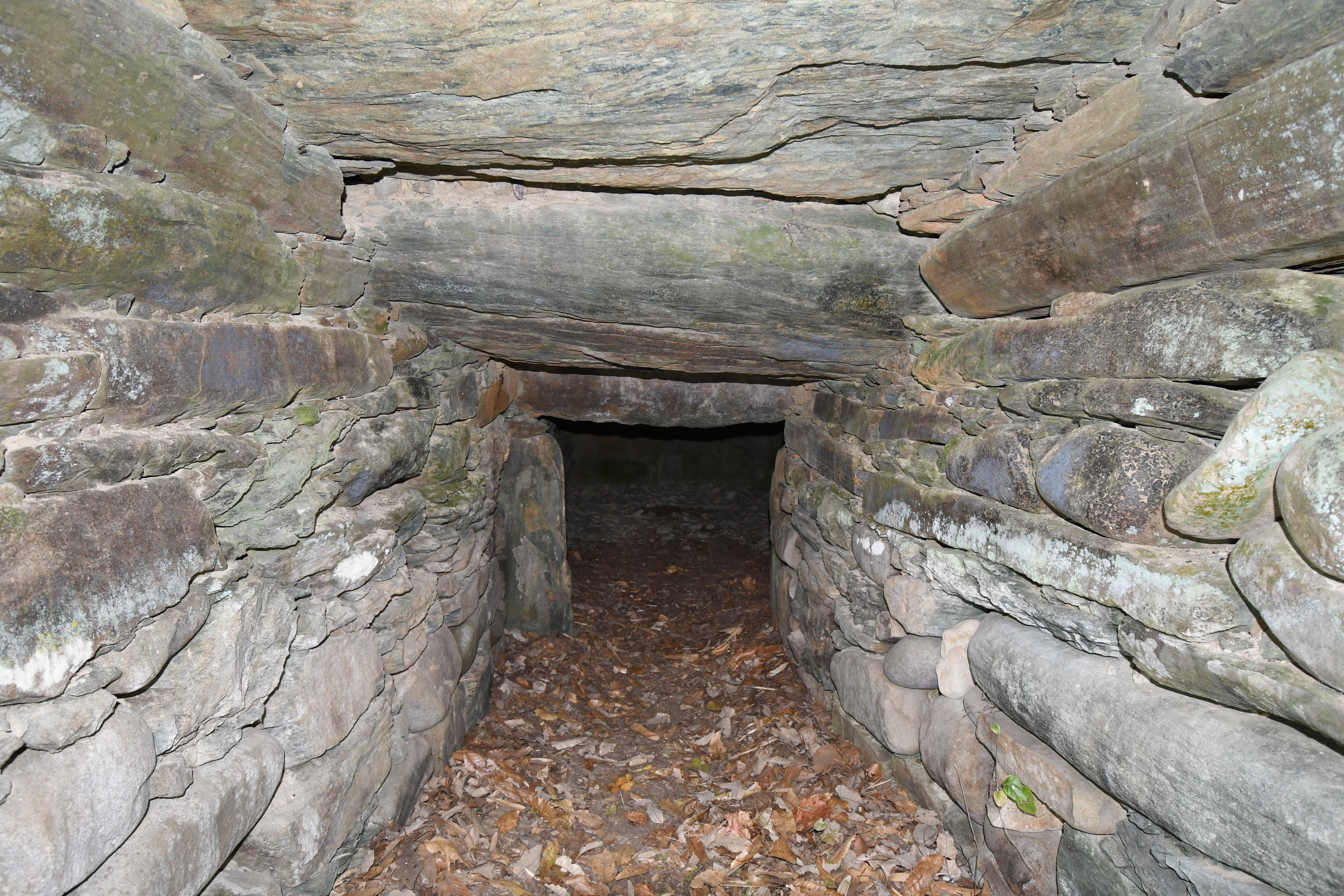
羨道（玄室方向）
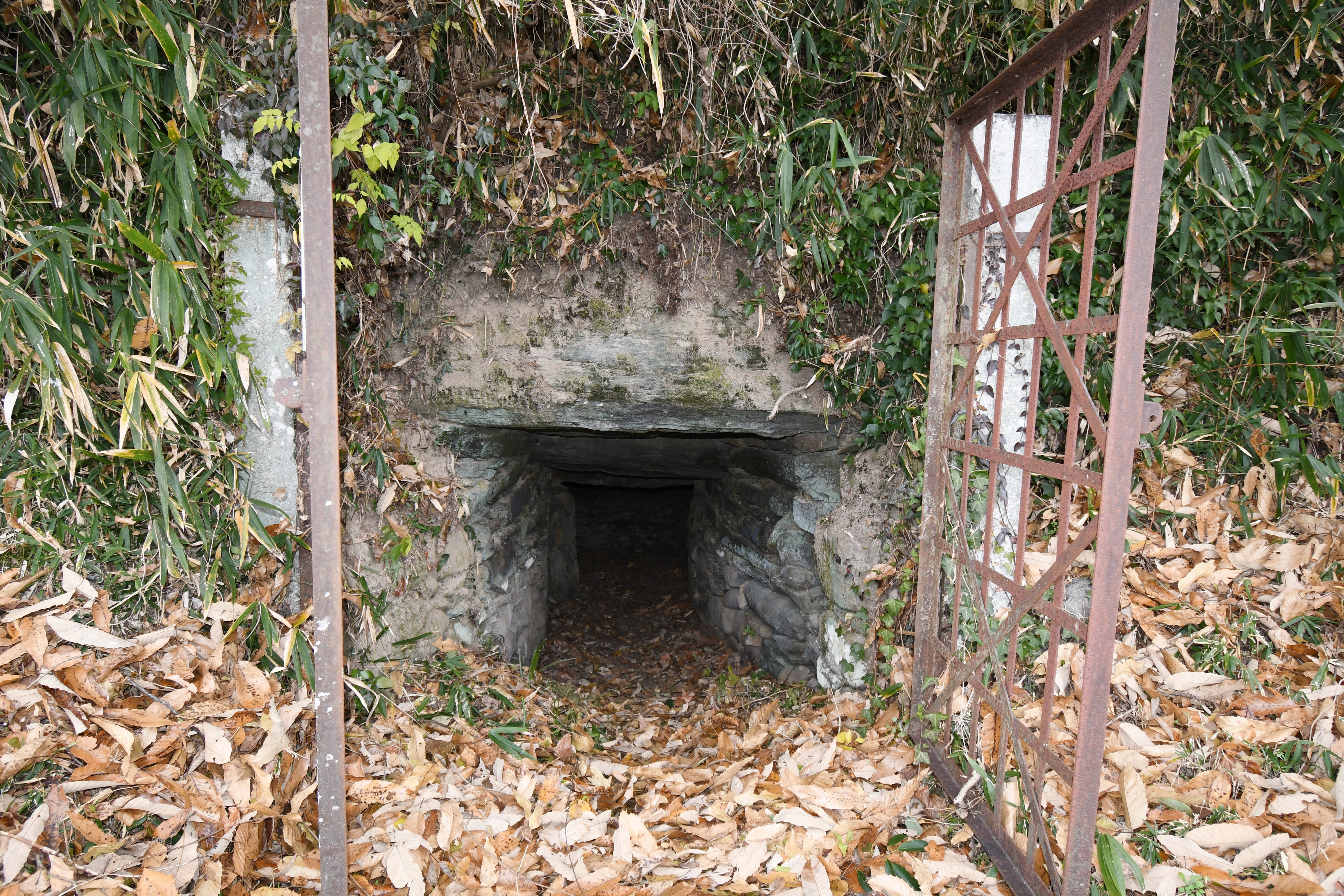
開口部

## 文化財

### 国の史跡
- 段の塚穴 - 1942年（昭和17年）10月14日指定[3]。

## 現地情報
所在地
- 太鼓塚古墳：徳島県美馬市美馬町坊僧
- 棚塚古墳：徳島県美馬市美馬町東宗重

交通アクセス
- 四国旅客鉄道（JR四国）徳島線 貞光駅から、市営バスで「一番坂」バス停下車（下車後徒歩約5分）[5]
- 駐車場あり

関連施設
- 美馬市立郷土博物館（美馬市美馬町願勝寺） - 段の塚穴古墳群の出土品を展示[5]。

周辺
- 郡里廃寺跡 - 国の史跡。

## 関連文献
（記事執筆に使用していない関連文献）
- 天羽利夫「徳島県下における横穴式石室の一様相 その2」『徳島県博物館紀要』第8集、徳島県博物館、1977年。
- 岡山真知子・中川尚「段の塚穴型石室に関する若干の考察 (PDF)」『阿波学会紀要』第55号、徳島県立図書館、2009年、135-139頁。 - リンクは徳島県立図書館。